# Ивановка (Новомиргородская городская община)
Ивановка (укр. Іванівка) — село в Новомиргородской городской общине Новоукраинского района Кировоградской области Украины.
До 2020 года входило в Новомиргородский район
Население по переписи 2001 года составляло 73 человека. Почтовый индекс — 26040. Телефонный код — 5256. Код КОАТУУ — 3523886503.